# Монстър Хай: 13 желания
Монстър Хай: 13 желания е американски компютърно-анимационен филм, базиран по сериала Монстър Хай. Премиерата на филма е на DVD на 8 октомври 2013 година. Създаден е от Mattel studios.

## Сюжет
Започва нова учебна година в Монстър Хай. Хаулийн Уолф е решена да стане популярна. Тя открива лампа, от която се появява джинът Джиджи. Джиджи ще изпълни 13 желания на Хаулийн, обаче всяко желание си има тъмна страна.

## Герои
- Хаулийн Уолф е решена да стане известна, защото сестра ѝ е известна.
- Джиджи Грант е момиче джин, което изпълнява 13 желания.
- Уисп е злата сянка на Джиджи. За разлика от Джиджи, Уисп не е ограничавана от правилата на лампата. Тя се възползва от това, за да накара откривателите да пожелаят неща в нейна полза.